# Charlie Tear
Charlie Tear (* 12. Juni 2004 in Chichester, Vereinigtes Königreich) ist ein schottischer Cricketspieler, der seit 2024 für die schottische Nationalmannschaft spielt.

## Kindheit und Ausbildung
Tear vertrat Schottland bei der ICC U19-Cricket-Weltmeisterschaft 2022.

## Aktive Karriere
Tear wurde in der Saison 2022 von den englischen Young Lions für die Tour in Australien berufen. Sein First-Class-Debüt für Sussex gab er in der County Championship 2022. Sein ODI-Debüt für Schottland folgte dann bei einem Drei-Nationen-Turnier in den Vereinigten Arabischen Emiraten gegen den Gastgeber, wobei ihm ein Fifty über 54* Runs gelang. Bei der darauffolgenden Twenty20-Serie gegen die Vereinigten Arabischen Emirate gab er auch in diesem Format sein Debüt. Daraufhin wurde er für den ICC Men’s T20 World Cup 2024 nominiert, kam jedoch dort nicht zum Einsatz.